# Ogataea allantospora
Ogataea allantospora är en svampart som beskrevs av G. Péter, Tornai-Leh. & Dlauchy 2007. Ogataea allantospora ingår i släktet Ogataea och familjen Pichiaceae.   Inga underarter finns listade i Catalogue of Life.